# Casa Corominas
La Casa Corominas és un edifici de Girona inclosa a l'Inventari del Patrimoni Arquitectònic de Catalunya.

## Descripció
És un edifici simètric entre mitgeres de planta i tres pisos, dividit en tres cossos verticals, el central dels quals està avançat. El més interessant és la façana amb una tribuna semi hexagonal amb vidrieres i una glorieta al terrat amb columnes. Els elements decoratius foren dissenyats per Masó fins l'últim detall. Encara es conserva la reixa de forja que va dissenyar l'arquitecte.

## Història
Antiga botiga de Carme Coromina, construïda el 1884 i renovada per Rafael Masó essent així una bona mostra de l'obra de l'arquitecte durant la segona meitat dels anys 20.